# Municipio de Coxcatlán (San Luis Potosí)
El municipio de Coxcatlán es uno de los 59 municipios que constituyen el estado mexicano de San Luis Potosí. Se encuentra localizado al sureste del estado, aproximadamente a 230 kilómetros de la ciudad de San Luis Potosí. 

## Toponimia
Su nombre proviene del náhuatl y se interpreta como «Cuenta», «Collar», «Gargantilla» o «Piedra Preciosa». El Diccionario Náhuatl señala la grafía normalizada cozcatl, con la traducción «collar/cuenta [en sarta]/joya».

## Descripción geográfica

### Ubicación
Coxcatlán se localiza al sureste del estado; abarca una extensión aproximada  de 90.41 km², a una altitud promedio de 160 metros sobre el nivel del mar.
El municipio limita al este con el municipio de Tampamolón Corona; al norte con el municipio de Tancanhuitz; al oeste con el municipio de Huehuetlán, y al sur con el municipio de Axtla de Terrazas.
La localidad de Coxcatlán, cabecera del municipio, se encuentra en la ubicación 21°32′19″N 98°54′19″O / 21.53861, -98.90528, a una altura aproximada de 200 m s. n. m.

### Orografía e Hidrografía
Posee un territorio montañoso, debido a su localización junto a la Sierra Madre Oriental. Sus suelos se formaron en la era Mesozoica, su uso principalmente es ganadero, forestal y agrícola. El municipio pertenece a la región hidrológica Pánuco. Sus recursos hidrológicos son proporcionados principalmente por los arroyos Suchiaco, Coxcatlán y el Plasto. Además cuenta con pequeños arroyos de afluente temporal; así como manantiales.

### Clima
Su clima es cálido húmedo, sin cambio térmico invernal bien definido. La temperatura media anual es de 24.5 °C, la máxima se registra en el mes de mayo (37.6 °C) y la mínima se registra en enero (5.2 °C). La temporada de lluvias se registra en el verano. La precipitación media es de 2488.3 milímetros.
Según la clasificación climática de Köppen el clima de Coxcatlán corresponde a la categoría Aw, (tropical de sabana).

## Demografía
La población total del municipio de Coxcatlán es de 15 660 habitantes, lo que representa un decrecimiento promedio de -0.84 % anual en el período 2010-2020 sobre la base de los 17 015 habitantes registrados en el censo anterior. Al año 2020 la densidad del municipio era de 172,2 hab/km².
| Gráfica de evolución demográfica de Municipio de Coxcatlán entre 2000 y 2020 |
|                                                                              |
| Fuente: Instituto Nacional de Estadística Geografía e Informática            |

En el año 2010 estaba clasificado como un municipio de grado alto de vulnerabilidad social, con el 50.61% de su población en estado de pobreza extrema.
La población del municipio está mayoritariamente alfabetizada (15.55% de personas analfabetas al año 2010), con un grado de escolarización en torno de los 6.5 años. El 91.60% de la población se reconoce como indígena.
El 62.99% de la población profesa la religión católica. El 25.65% adhiere a las iglesias Protestantes, Evangélicas y Bíblicas.

### Localidades
Según el censo de 2010, la población del municipio se distribuía entre 69 localidades, de las cuales 60 eran pequeños núcleos urbanos o rurales de menos de 500 habitantes.
Las localidades con mayor número de habitantes y su evolución poblacional son:
| Localidad                       | Población 2010 | Población 2020 |
| Total Municipio                 | 17 015         | 15 660         |
| Ajuatitla Primera Sección       | 533            | 498            |
| Amaxac                          | 816            | 720            |
| Comunidad Calmecayo             | 684            | 562            |
| Coxcatlán (Cabecera municipal)  | 2605           | 2243           |
| Ejido Calmecayo                 | 374            | 354            |
| El Sabino                       | 310            | 288            |
| Las Mesas                       | 627            | 548            |
| Mahuajco                        | 387            | 399            |
| Moyotla                         | 444            | 418            |
| Petlacoyo                       | 312            | 279            |
| San Andrés                      | 361            | 377            |
| San Pablo Primero               | 288            | 288            |
| San Pablo Segundo (Palzoquillo) | 275            | 260            |
| Suchiaco                        | 371            | 430            |
| Tampuchón                       | 874            | 872            |
| Tazaquil                        | 1110           | 982            |
| Tazaquil Ejido                  | 669            | 628            |
| Tepotzuapa Dos Segunda Sección  | 381            | 339            |
| Tepotzuapa Primera Sección      | 680            | 596            |
| Tlapani                         | 345            | 316            |

## Economía
Según los datos relevados en 2010, 2785 personas desarrollaban su actividad en el sector primario (agricultura, ganadería, aprovechamiento forestal, pesca y caza). En segundo lugar, 298 personas estaban ocupadas en el comercio minorista. Ambos sectores concentraban prácticamente las dos terceras partes de la población económicamente activa del municipio, que ascendía ese año a 5576 personas.
Según el número de unidades activas relevadas en 2019, los sectores más dinámicos son el comercio minorista, la prestación de servicios de alojamiento temporal y de preparación de alimentos y bebidas y en menor medida la elaboración de productos manufacturados.

## Educación y salud
En 2010, el municipio contaba con escuelas preescolares, primarias, secundarias, una escuela de formación para el trabajo, 5 escuelas de educación media (bachilleratos) y 9 escuelas primarias indígenas. Contaba con 10 unidades destinadas a la atención de la salud, con un total de 23 personas como personal médico.

El 24.8% de la población, (3905 personas), no habían completado la educación básica, carencia social conocida como rezago educativo. El 28.2%, (4441 personas), carecían de acceso a servicios de salud.

## Cultura

### Sitios de interés
- Iglesia a San Juan Bautista.
- Jardín Municipal
- Ruinas de El Jopoy
- Ruinas de Calmecayo
- Pozas e Rosendo

### Fiestas
Fiestas civiles
- Aniversario de la Independencia de México: 16 de septiembre.
- Aniversario de la Revolución mexicana: 20 de noviembre.

Fiestas religiosas
- Semana Santa: jueves y viernes Santos.
- Día de la Santa Cruz: 3 de mayo (Alhuanco).
- Fiesta en honor de la Virgen de Guadalupe: 12 de diciembre.
- Día de Muertos/Xantolo: 1 y 2 de noviembre.
- Fiesta patronal en honor de San Juan Bautista: 24 de junio.
- Feria y tianguis nocturno el 24 de diciembre de cada año

## Gobierno
Su forma de gobierno es democrática y depende del gobierno estatal y federal; se realizan elecciones cada 3 años, en donde se elige al presidente municipal y su gabinete.